# Henriette Caillaux
Henriette Caillaux z domu Raynouard (ur. 6 grudnia 1874 w Paryżu, zm. 29 stycznia 1943 w Mamers) – małżonka premiera Josepha Caillauxa, bohaterka skandalu polityczno-obyczajowego z 1914 r.

## Kulisy skandalu

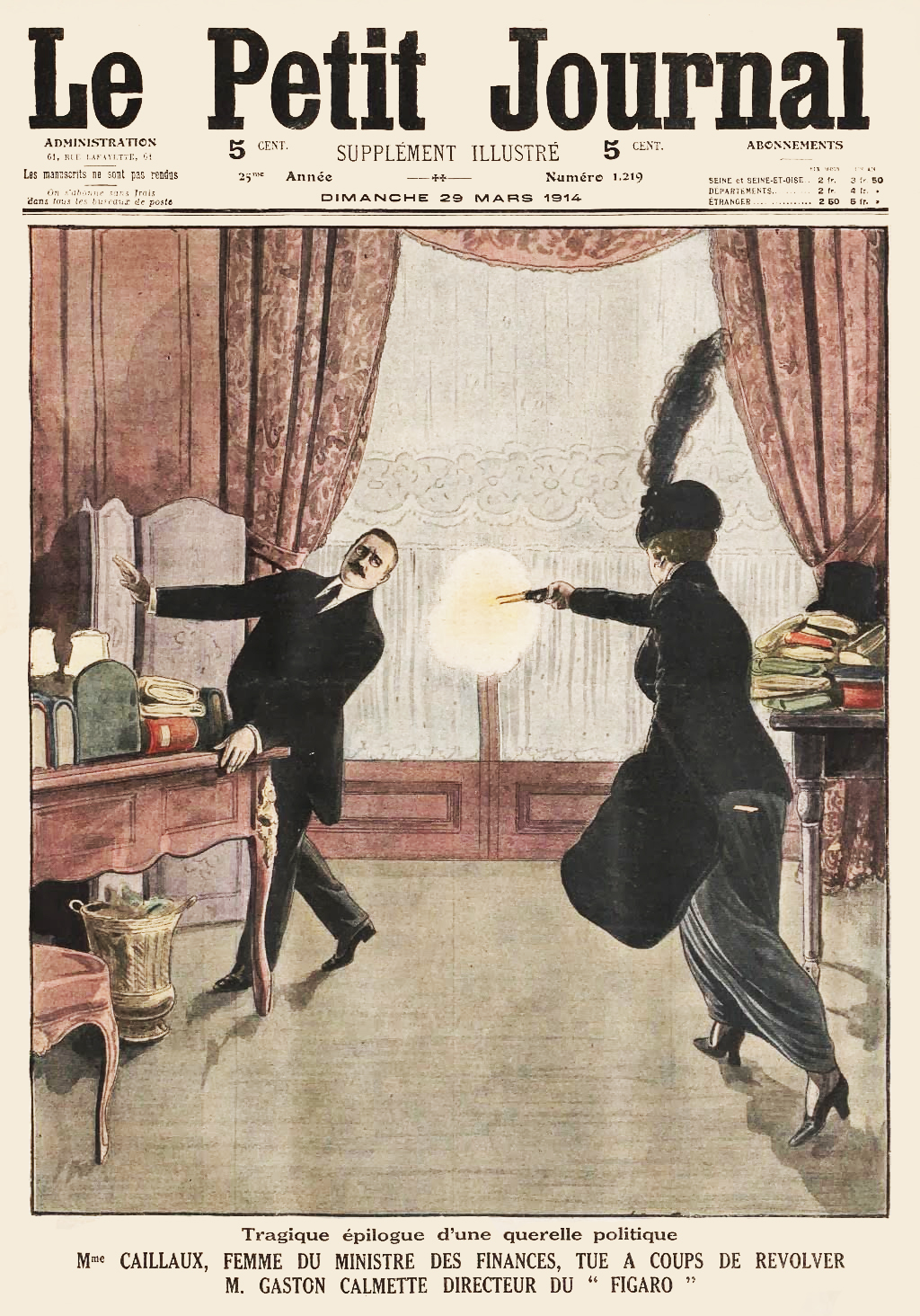
"Le Petit Journal" z 22 marca 1914 r.

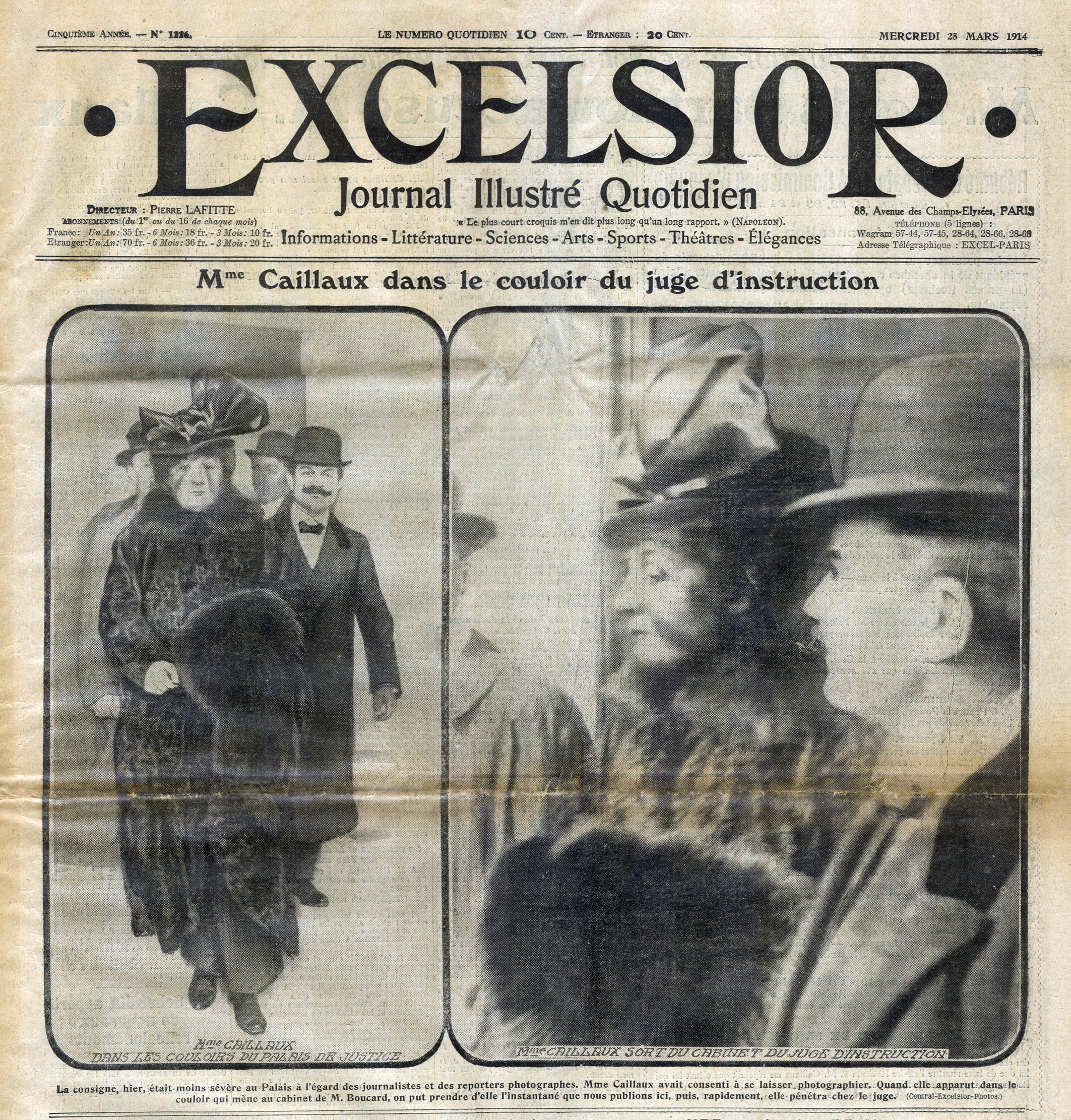
"Excelsior" z 25 marca 1914 r.

21 października 1911 poślubiła Josepha Caillauxa, z którym była od roku 1907 (w marcu 1911 Caillaux rozszedł się z pierwszą żoną Berthą, która była jego żoną od 25 sierpnia 1906 roku). Na początku 1914 Joseph Caillaux, członek Partii Radykalnej i zarazem minister finansów, dążył do wprowadzenia podatku progresywnego, a prawicowy dziennik "Le Figaro" rozpętał przeciwko niemu negatywną kampanię, którą z braku dowodów musiał przerwać, wycofując się z oskarżeń. 16 marca dyrektor "Le Figaro" Gaston Calmette zapowiedział publikację kompromitujących listów, które pisali do siebie przed kilkoma laty Joseph Caillaux i Henriette. Tego wieczora ambasador Włoch w Paryżu wydawał przyjęcie na cześć prezydenta Francji Raymonda Poincarégo. Na liście gości znalazła się m.in. żona ministra finansów, która przed wizytą w ambasadzie postanowiła udać się na ulicę Drouot, gdzie mieściła się siedziba redakcja "Le Figaro". Tutaj zażądała widzenia z dyrektorem, od którego chciała otrzymać listy. W trakcie burzliwej rozmowy (Calmette odmówił wydania listów) zabiła go strzałami z rewolweru. Następnie po aresztowaniu i trafieniu na posterunek policji poinformowała ambasadę, że nie będzie mogła przyjść na przyjęcie. Swoje zachowanie tłumaczyła tym, że Nie ma już we Francji sprawiedliwości, pozostaje tylko rewolwer.
Następnego dnia Joseph Caillaux (były i – jak spekulowano wówczas – przyszły premier Francji) odszedł ze stanowiska ministra finansów. Przez pierwsze tygodnie relacje z procesu Henrietty Caillaux francuskie dzienniki zamieszczały na pierwszych stronach. Dopiero 26 lipca 1914 r. relacje z procesu znalazły się na drugiej stronie, ustępując miejsca mobilizacji rosyjskiej armii. W trakcie procesu okazało się, że owe miłosne listy skradła, a następnie dostarczyła redakcji "Le Figaro" pierwsza żona Caillauxa – Betha. Z listów jasno wynikało, że byli kochankami. Henriette Caillaux tłumaczyła się, że ojciec zawsze jej powtarzał, że kobieta, która miała kochanka, jest kobietą bez honoru. Ostatecznie Henriette Callaux została ułaskawiona. Jej obrońcą był mecenas Fernand Labori, znany skądinąd z obrony Alfreda Dreyfusa.
Henriette Caillaux zmarła 29 stycznia 1943 w Mamers i została pochowana na cmentarzu Père-Lachaise w Paryżu (kwatera 58).